# Bottom Boat
Bottom Boat – osada w Anglii, w hrabstwie West Yorkshire, w dystrykcie Wakefield. Leży 5,2 km od miasta Wakefield, 10,5 km od miasta Leeds i 262,1 km od Londynu. W 2016 miejscowość liczyła 1191 mieszkańców.